# Đắc Pre
Đắc Pre là một xã thuộc huyện Nam Giang, tỉnh Quảng Nam, Việt Nam.
Xã Đắc Pre có diện tích 99,72 km², dân số năm 2019 là 1.396 người, mật độ dân số đạt 14 người/km².